# キャプテン翼 ライジングサン FINALS
『キャプテン翼 ライジングサン FINALS』（キャプテンつばさ ライジングサン ファイナルズ）は、元漫画家の高橋陽一が2024年4月4日よりインターネット限定で発表しているサッカーを題材とした漫画原作。

## 概要
高橋の代表作である「キャプテン翼」シリーズの流れを組む作品であり、(現時点での)シリーズ最終作である「キャプテン翼 ライジングサン THE  FINAL」からそのままストーリーが続いている。
ただし、作者の高橋自身が漫画家の引退を表明しており、そのうえほとんどのページが鉛筆書きの、いわゆる「ネーム(下書き)」のみの発表である事から、完成した漫画作品ではなく、正式な「キャプテン翼」シリーズの作品ではない。
体力の限界や、漫画製作環境の変化もあり、現在の執筆ペースでは2024年から数えても自分の構想にある「キャプテン翼」の完結を描き切るにはあと40年は掛かると判断した高橋は、完成された漫画作品としての「翼」をこれ以上描き続けるのを諦め、完結までのストーリーを残す事にしたという事で、将来自分が残した「物語」を誰かが「完成した漫画作品」にしてくれる事を望んでいると語っている。
2024年4月4日発売の「キャプテン翼マガジン」最終号にて「キャプテン翼ライジングサン THE FINAL」最終話が掲載される事で、現時点での漫画作品としての「キャプテン翼」シリーズは終了したが、最終話ラストでは「未完」の文字が描かれ、同日に集英社公式サイト内に「キャプテン翼」専門サイト『キャプテン翼WORLD』がプレオープン、同サイトに続きのストーリーとなる本作第1話がアップされた。
同年7月よりサイトが本格オープンとなり、本作もそれ以来2025年3月現在に至るまでほぼ週一のペースで新作がアップされ続けている。
前述の通りあくまでネーム(下書き)のみの掲載であり、当初は翼、日向などの主要キャラクター以外は顔の判別もあまり付かず、キャラクターの下の枠外に注釈で名前が書かれるなどで対応されていたが、連載が進むにつれてモブキャラクターでもある程度顔の判別が描かれるようになり、名前の表記は少なくなってきている。
また、エピソードによっては1、2ページ程度ではあるが、「スクリーントーン」やカラーになるなど、完成された漫画として描かれたページもある。